# Шраванабелаґола
Шраванабелаґо́ла (каннада ಶ್ರವಣಬೆಳಗೊಳ) — місто, розташоване за 158 км від Бенґалуру, в окрузі Хассан індійського штату Карнатака. Є одним з головних місць паломництва для послідовників джайнізму.
Мовою каннада, «бел» означає «білий», а «ґола» — «озеро», під яким розуміють красивий став у центрі міста. Період найбільшого розквіту міста, під час якого було зведено більшість архітектурних і скульптурних пам'ятників, припадає на часи правління династії Західних Гангів з Талакада.
На одному з пагорбів поблизу міста височіє Гоматешвара — кам'яна статуя джайнського святого Бахубалі, зведена у X столітті. Висота статуї становить понад 17 метрів, тому вона є найвищою монолітною кам'яною скульптурою у світі. У серпні 2007 року в опитуванні, проведеному індійською газетою «The Times of India» статуя Гоматешвари потрапила на перше місце у списку «Семи чудес Індії».

## Історія

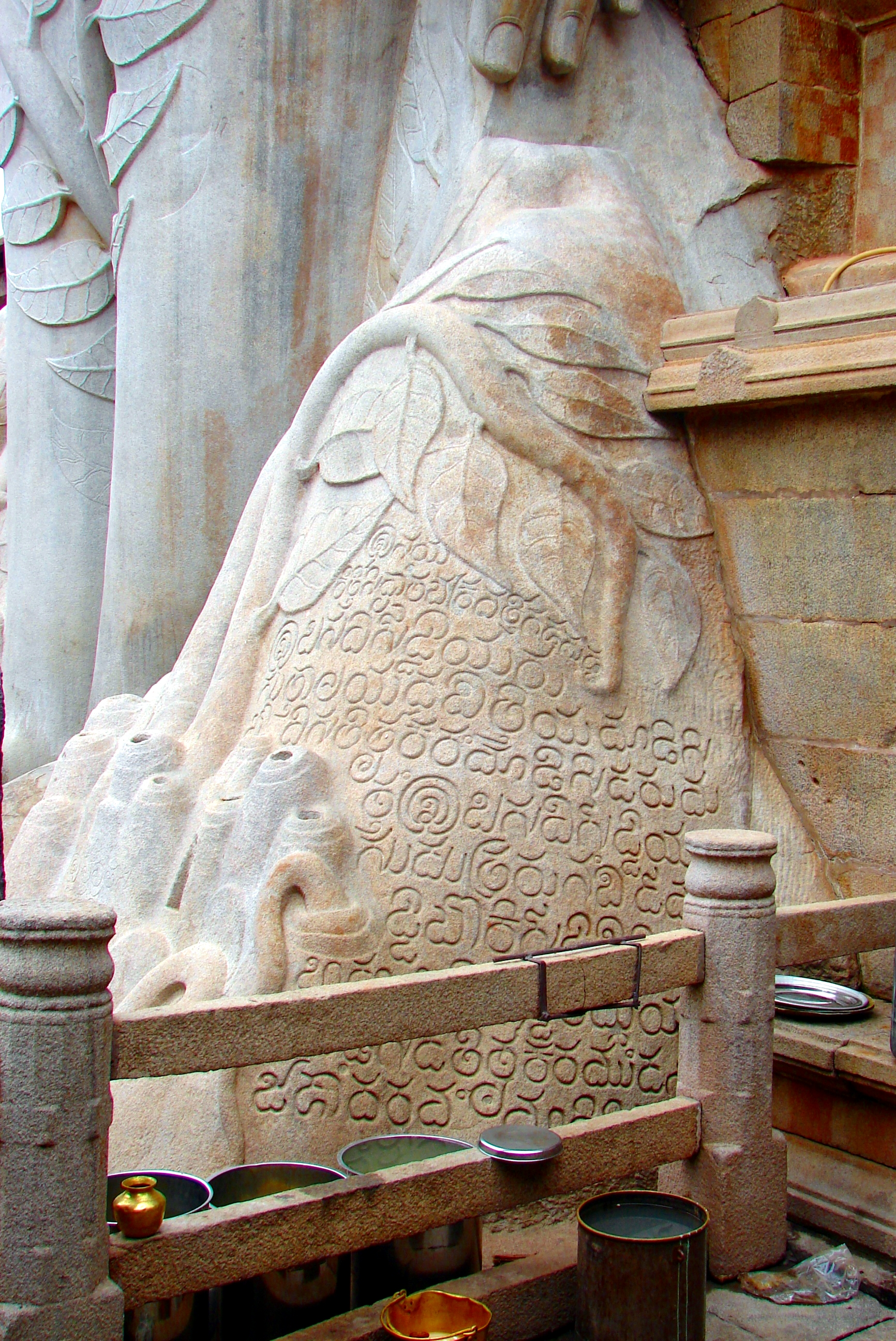
Написи стародавньої каннада на підніжжі монолітної статуї Гоматешвари у Шраванабелаґолі (981, Західні Ганги)

Як мінімум від III століття до н. е. на місці сучасного міста збирались для молитов аскети й відлюдники. Шраванабелаґола розташована біля підніжжя двох пагорбів, Чандрагірі (Чіккабетта) і Віндьягірі, які є священними для джайнів. На тих пагорбах аскетували та медитували джайнський святий Бхадрабаху Свамі та його учень імператор Чандраґупта Маур'я. У III столітті до н. е. імператор Ашока збудував на пагорбі Чандрагірі храм у пам'ять Чандраґупти. На тому пагорбі також розташовано багато меморіалів, присвячених різним монахам і святим, які медитували там починаючи від V століття. До них належав і раджа Маньякхета — останній правитель династії Раштакутів. На пагорбі Чандрагірі також стоїть відомий храм, збудований Чамундараєю, — генералом правителя Гангараї та учнем джайнського ачар'ї Немічандри.
На пагорбі Віндх'ягірі височіє гігантська кам'яна статуя Гоматешвари — джайнського святого Бахубалі, збудована у період від 978 до 993 року Чамундараєю. Висота статуї становить понад 17 метрів і вона вважається найбільшою монолітною кам'яною скульптурою у світі. На підніжжі статуї збереглись написи мовами каннада, маратхі й тамільською мовою, зроблені 981 року. Напис мовою маратхі є однією з найбільш ранніх письмових пам'яток тієї мови. У написі прославляється раджа династії Західних Гангів, який пожертвував кошти на зведення статуї, а також його генерал Чамундарая, який звів статую у пам'ять про свою матір. Щодванадцять років тисячі вірян збираються там для проведення Махамаштака-абхішеки — особливого ритуалу абхішеки, під час якого джайни відмивають статую Гоматешвары молоком, йогуртом, гхі, присипають її шафраном і золотими монетами. Наступна Махамаштака-абхішека проводитиметься 2018 року.

## Написи
У Шраванабелаґолі було виявлено понад 800 написів, датованих періодом від 600 до 1830 року. Більшість із них розміщені на пагорбі Чандрагірі й належать до періоду до X століття. Написи було зроблено санскритом, тамільською мовою, маратхі, марварі та магаджані.
Багато написів було зроблено стародавнім варіантом мови каннада. У деяких з них йдеться про прихід до влади династії Гангів та її могутність, а також згадуються династія Раштакутів, Держава Хойсалів, Віджаянагарська імперія та Водеяри з Майсура. Ті написи допомогли науковцям довідатись більше про природу й розвиток мови та літератури каннада.
Шраванабелаґола є штаб-квартирою стародавнього джайнського монашого ордена Бхаттарака-матх, який, всередині джайнізму, належить до традиції дігамбара.

## Галерея

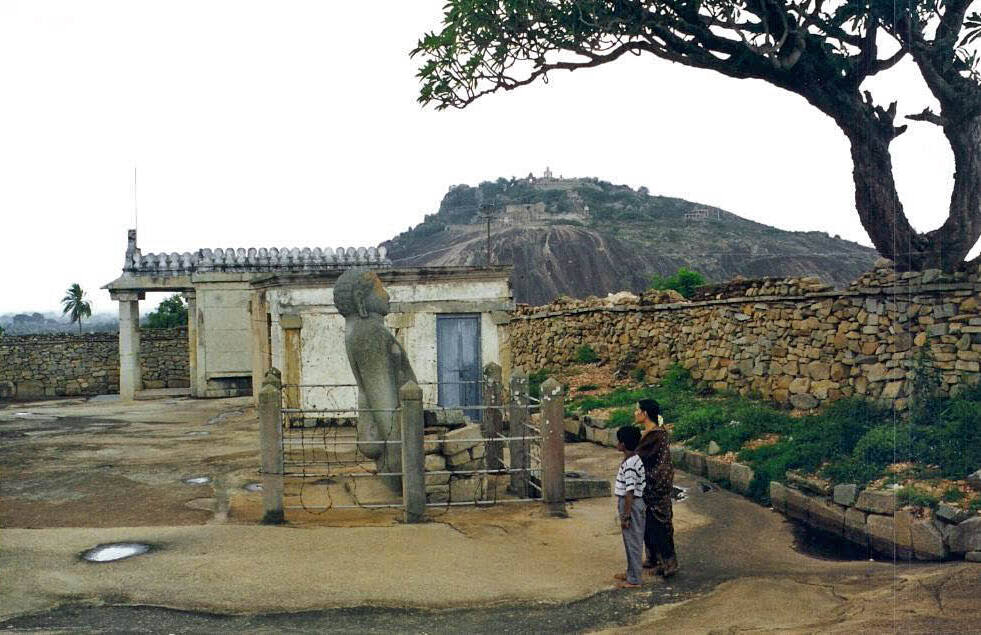
Статуя Бхаратхи на пагорбі Чандрагірі з пагорбом Віндьягірі та Гоматешварою на задньому плані
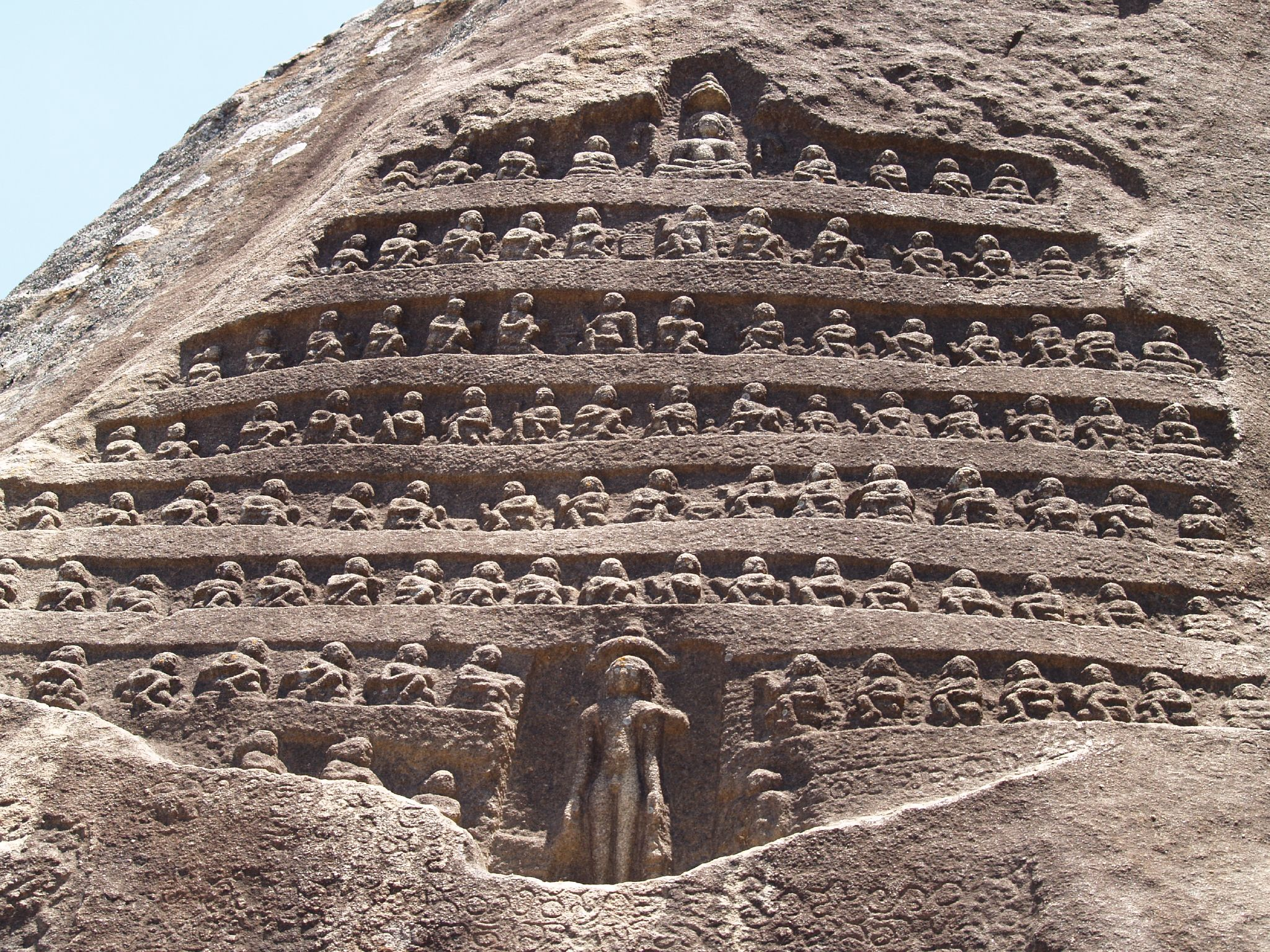
Наскельні рельєфи
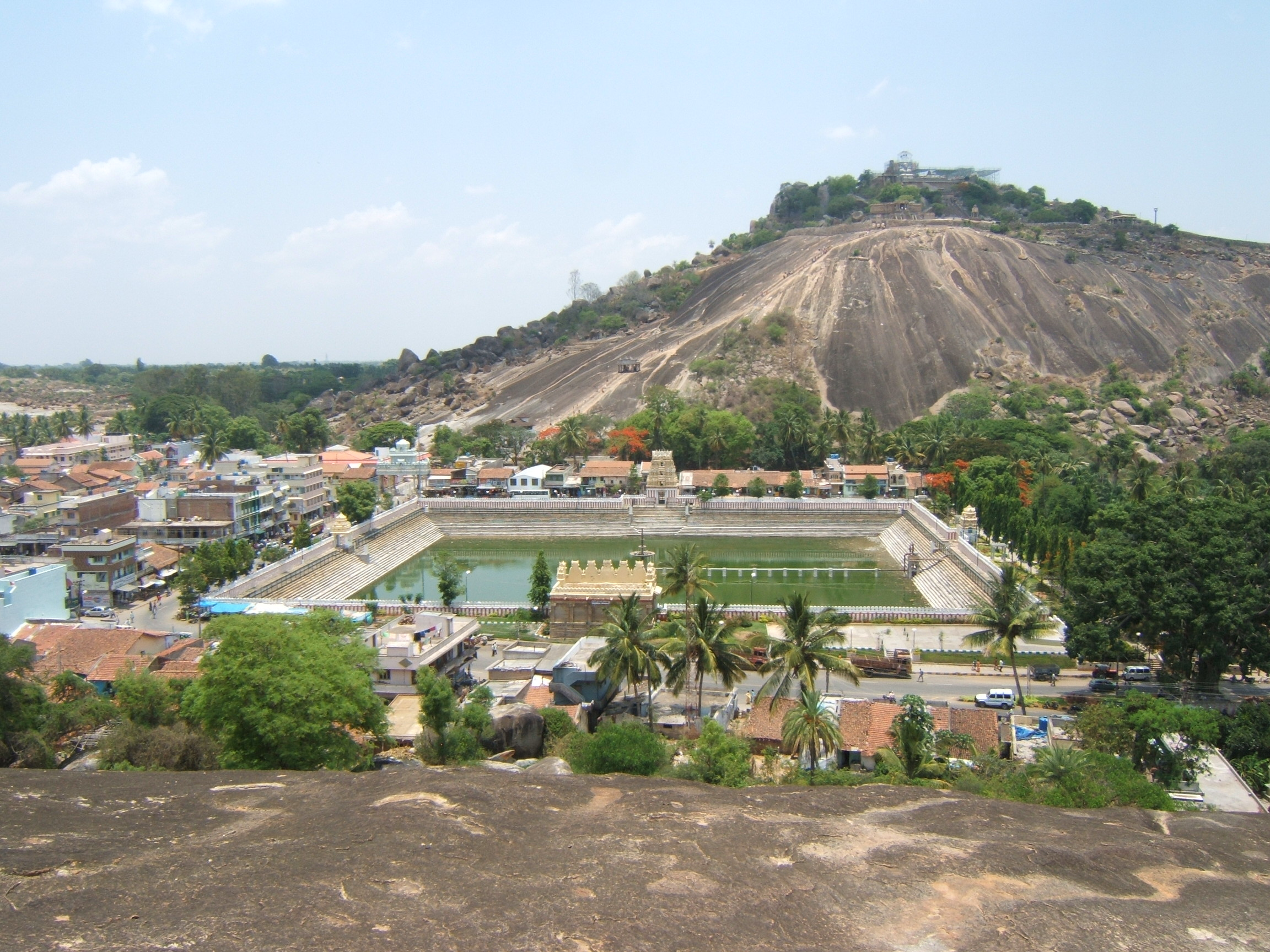
Вид на місто і пагорб Віндьягірі
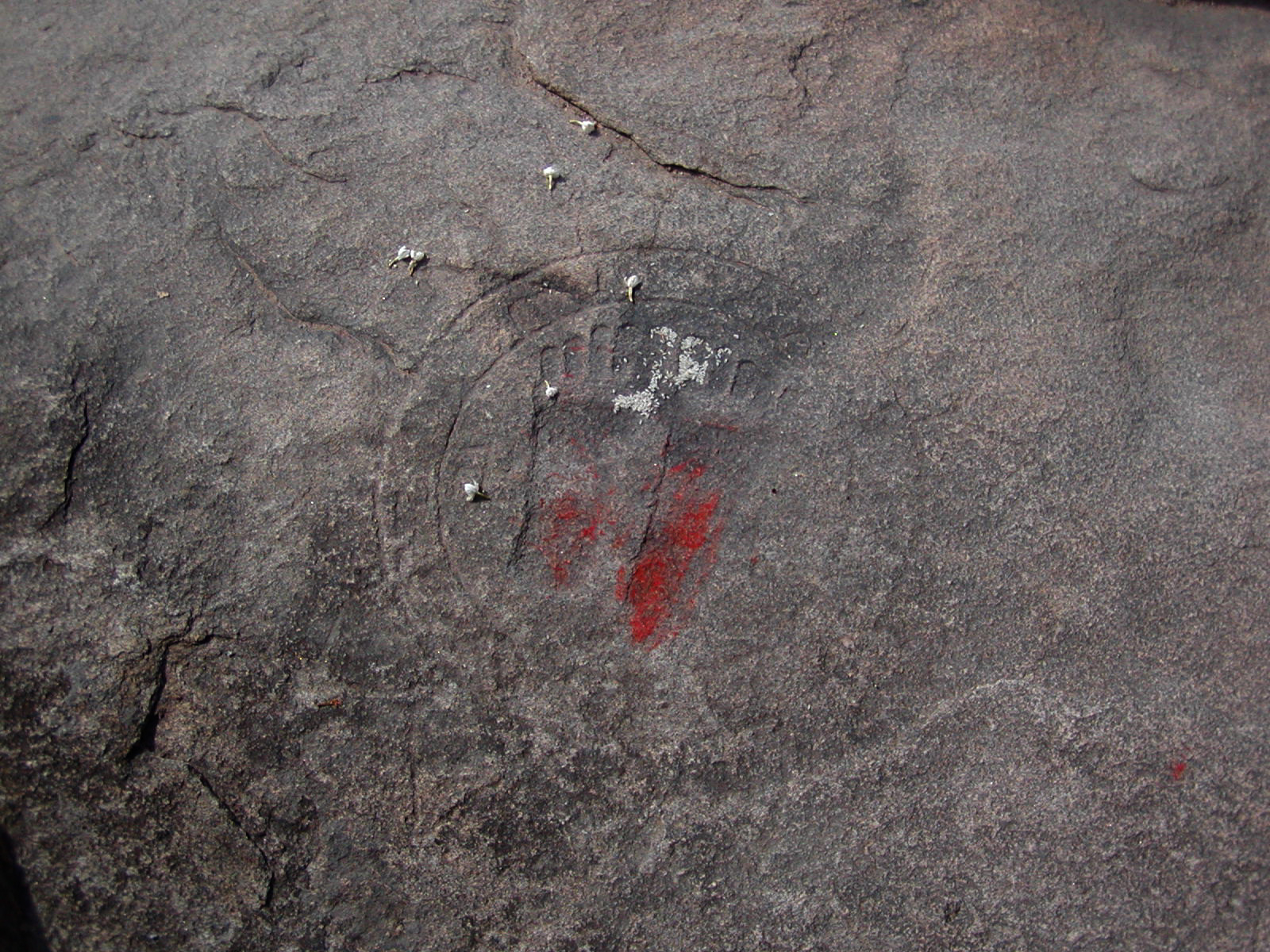
Стопи джайнського святого
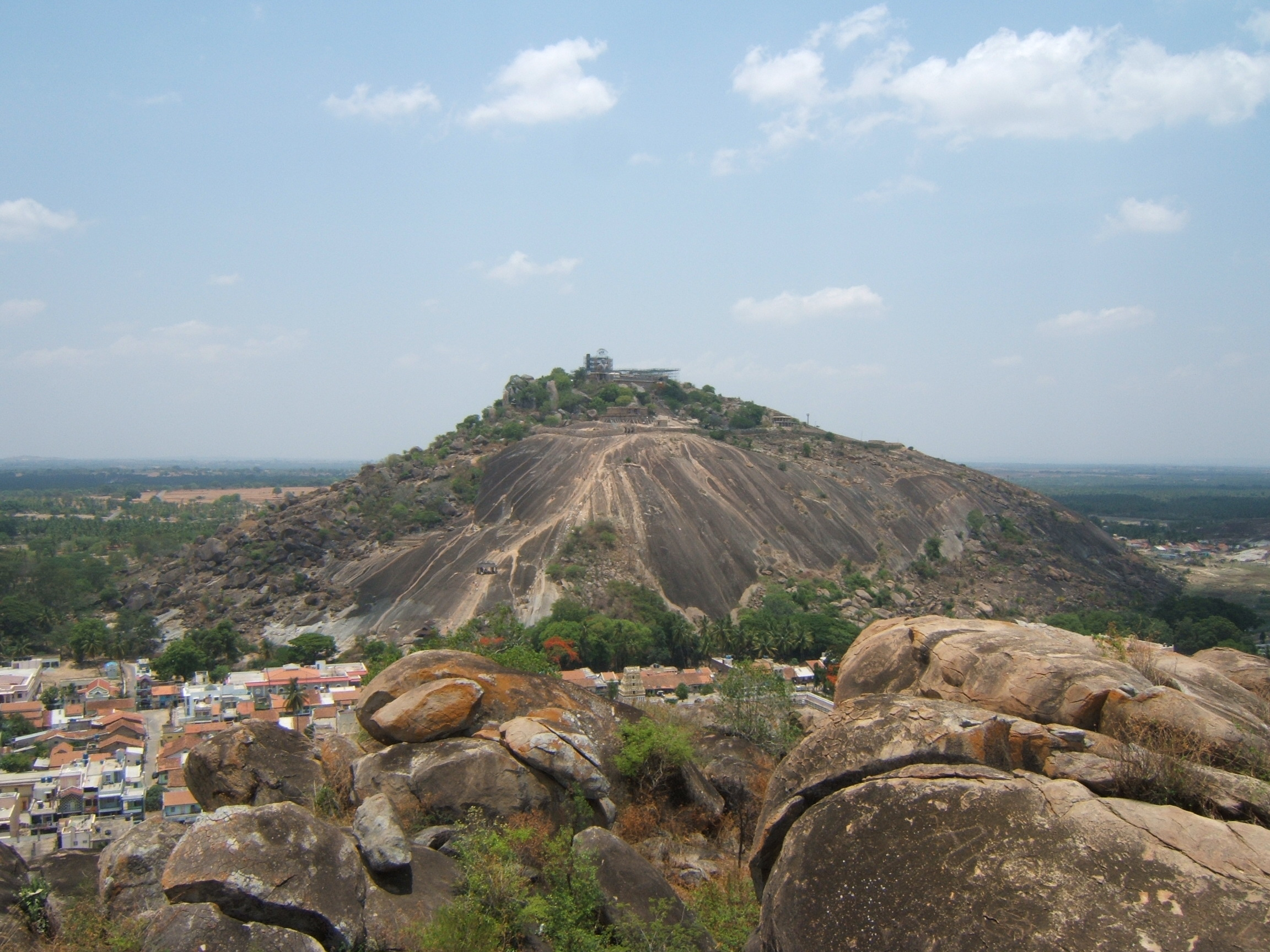
Вид на пагорб Віндьягірі з пагорбу Чандрагірі
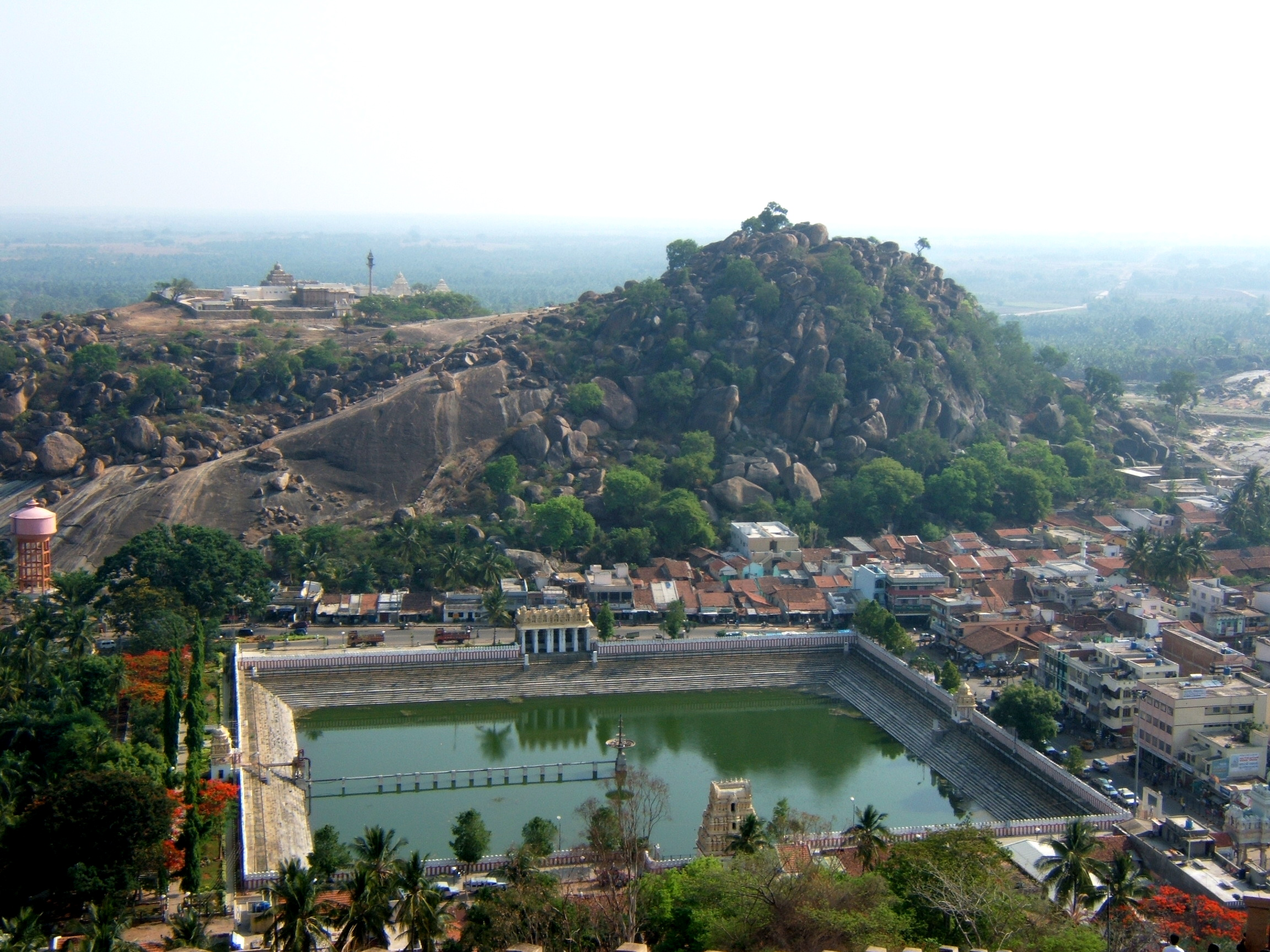
Вид на місто й пагорбу Чандрагірі з пагорбу Віндьягірі
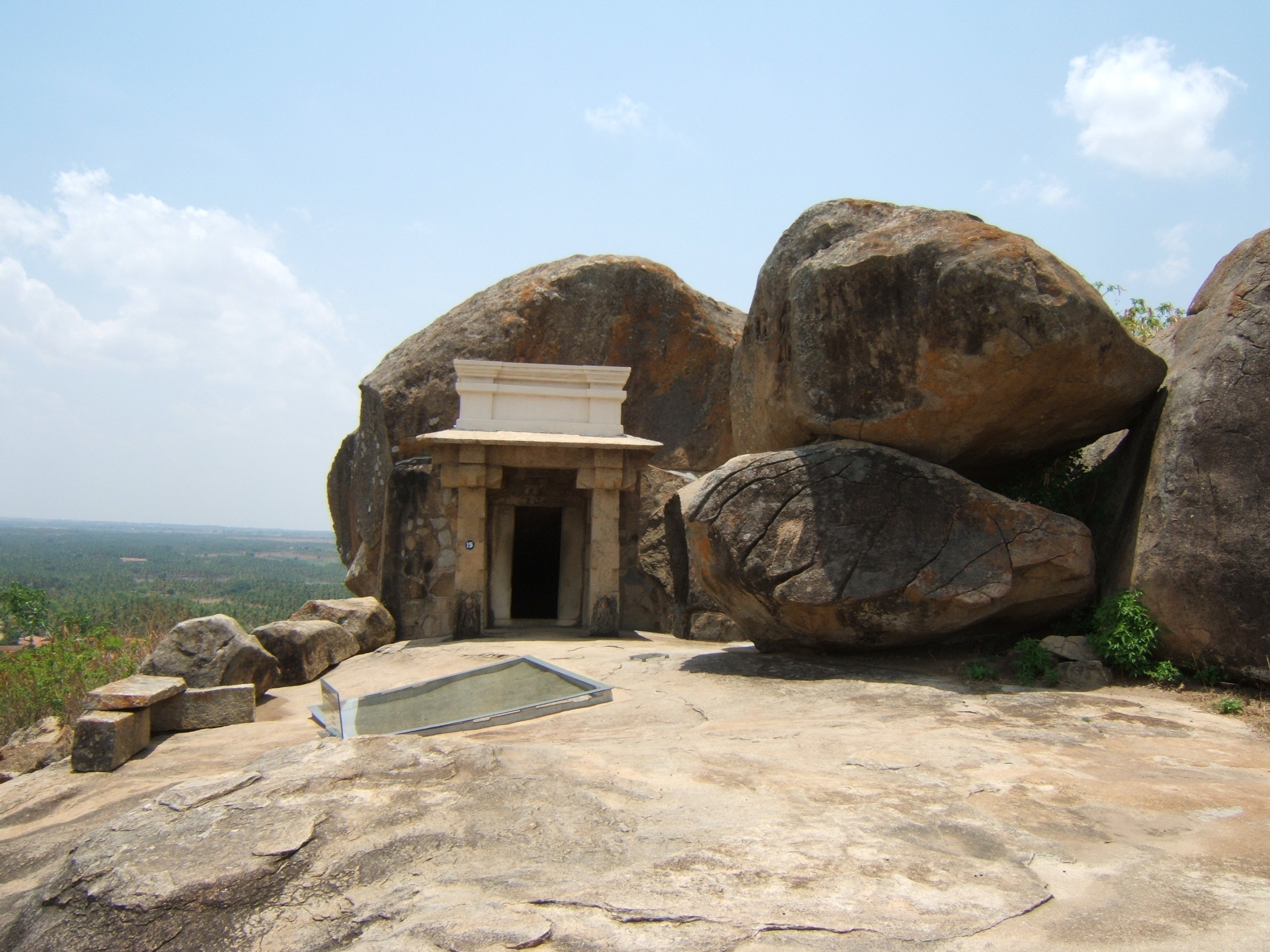
Печера джайнського святого Бхадрабаху на пагорбі Чандрагірі
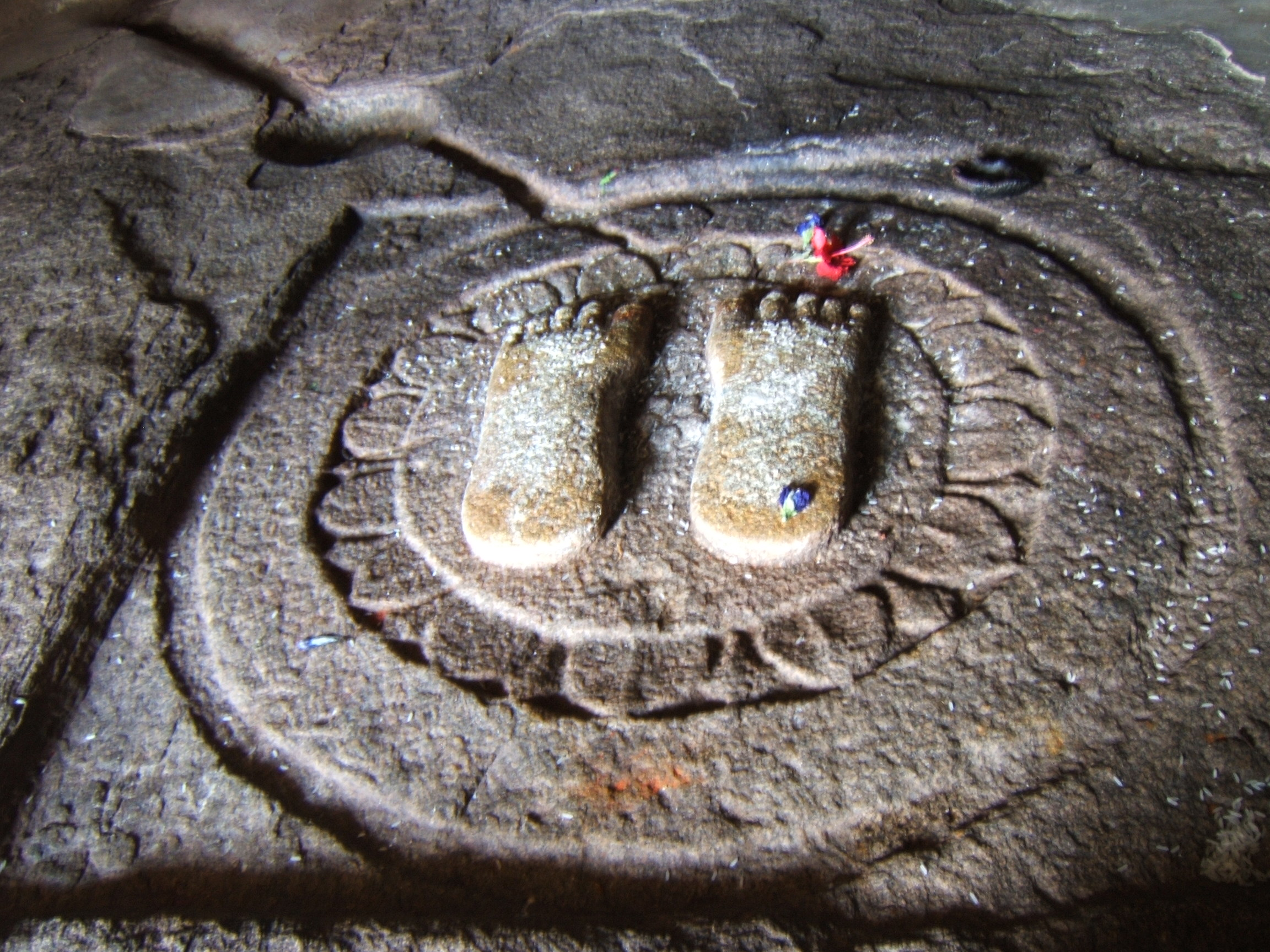
«Стопи Бхадрабаху» у печері на пагорбі Чандрагірі
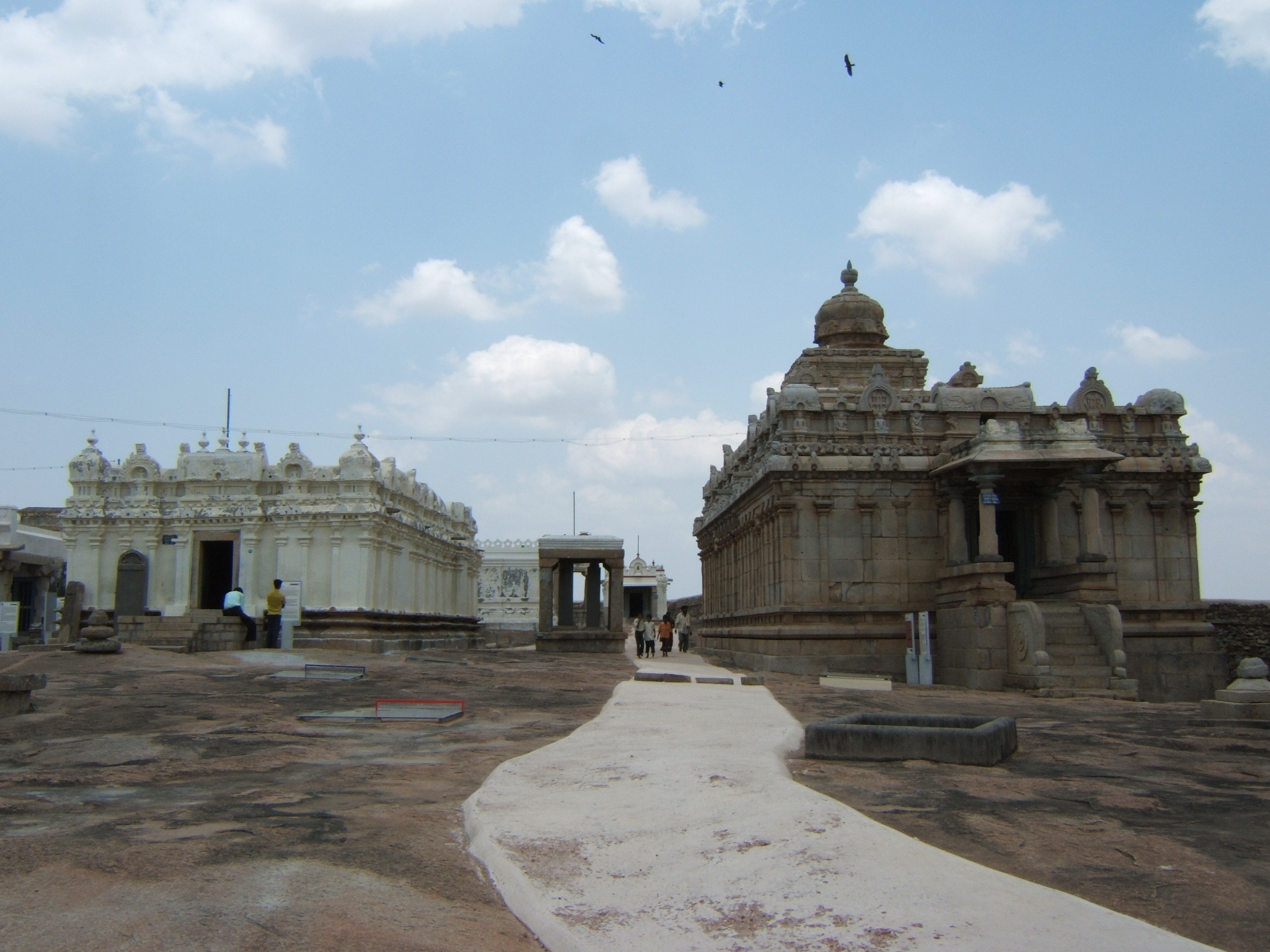
Храми на пагорбі Чандрагірі
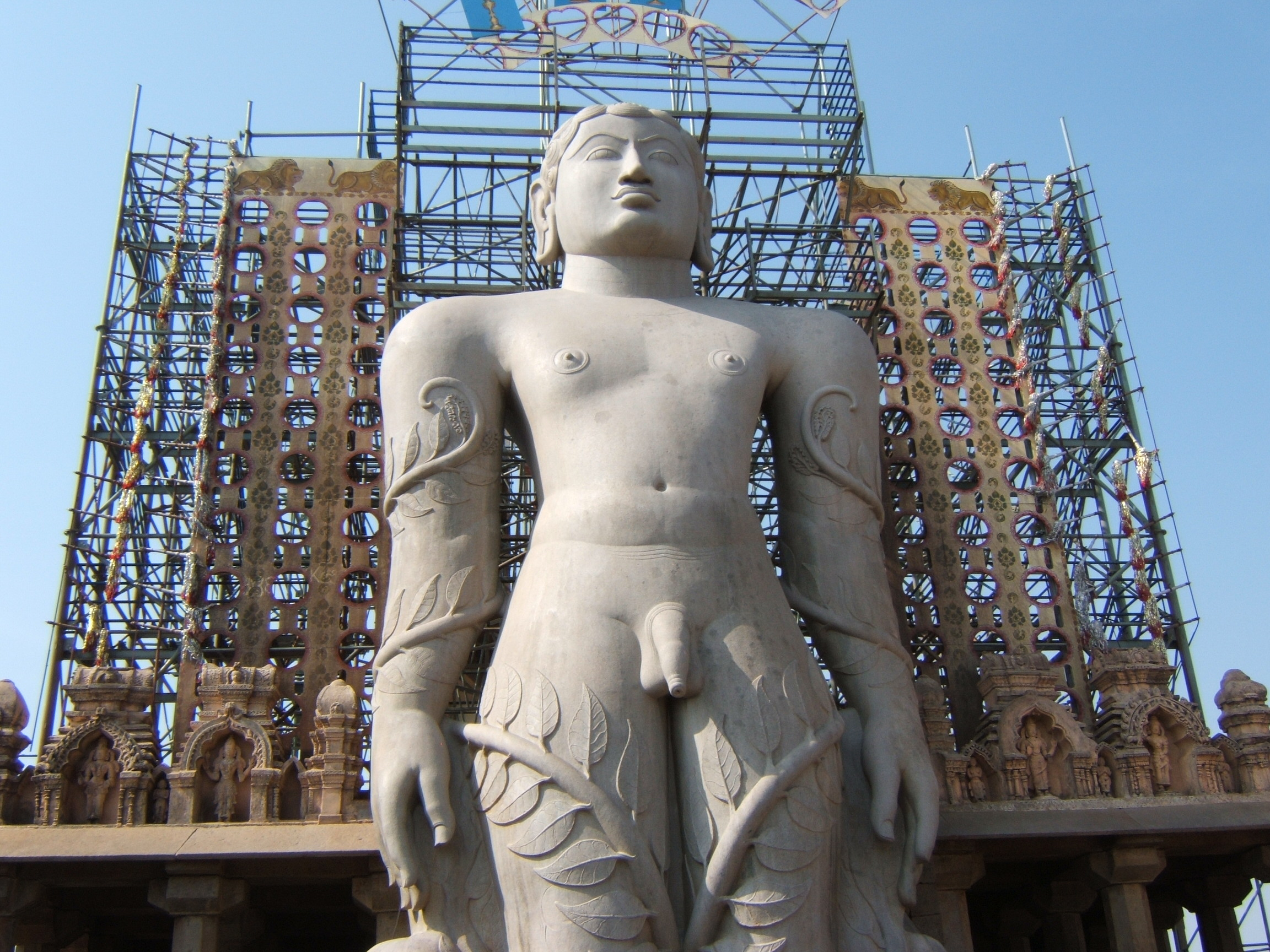
Статуя Гоматешвари

## Інтернет-ресурси
- Пам'ятки історії